# Polymastiidae
Polymastiidae is een familie van sponsdieren uit de klasse van de Demospongiae (gewone sponzen). 

## Geslachten
- Acanthopolymastia Kelly-Borges & Bergquist, 1997
- Astrotylus Plotkin & Janussen, 2007
- Atergia Stephens, 1915
- Polymastia Bowerbank, 1862
- Proteleia Dendy & Ridley, 1886
- Pseudotrachya Hallmann, 1914
- Quasillina Norman, 1869
- Radiella Schmidt, 1870
- Ridleia Dendy, 1888
- Sphaerotylus Topsent, 1898
- Spinularia Gray, 1867
- Tentorium Vosmaer, 1887
- Trachyteleia Topsent, 1928
- Tylexocladus Topsent, 1898
- Weberella Vosmaer, 1885